# Dyfuzor
Dyfuzor – kanał przepływowy z rosnącym przekrojem poprzecznym, np. stożkowo rozszerzający się lub spiralny odcinek rury, kanał międzyłopatkowy ograniczony łopatkami sprężarki przepływowej lub pompy wirowej. W dyfuzorze (w wyniku wzrostu przekroju poprzecznego) następuje spowolnienie przepływu płynu, co odpowiada przemianie energii kinetycznej strumienia w energię ciśnienia.
Dyfuzory powszechnie stosowane są w pompach wirowych oraz w sprężarkach przepływowych (promieniowych, diagonalnych i osiowych). Dyfuzory stosuje się także jako element odprowadzający czynnik z turbiny cieplnej, dzięki wykorzystaniu energii kinetycznej czynnika następuje pewne obniżenie ciśnienia za ostatnim stopniem maszyny, a przez to pewien wzrost mocy i sprawności.
Dyfuzor jako element konstrukcji samochodu jest to kanał o zmiennym przekroju.
Możliwe są różne konfiguracje, które mogą składać się z kanału o przekroju:
- zbieżnym – gdzie przekrój maleje, więc płyn zgodnie z równaniem ciągłości musi przyspieszyć, a co za tym idzie – zgodnie z równaniem Bernoulliego – spada ciśnienie;
- o stałym przekroju;
- o przekroju rozbieżnym, gdzie następuje wzrost ciśnienia zasysający płyn spod pojazdu.

Powietrze wlatujące pod samochód w kanał zbieżny przyspiesza i zmniejsza swoje ciśnienie; powstaje w ten sposób różnica ciśnień. Na górnej powierzchni pojazdu większe ciśnienie, na dolnej mniejsze powodują „przyssanie” pojazdu do drogi. Dodatkowo kanał rozbieżny w tylnej części, gdzie przekrój się zwiększa, powoduje wzrost ciśnienia i dodatkowe zasysanie płynu spod samochodu, a co za tym idzie, dodatkowy wzrost jego prędkości i spadek ciśnienia pod pojazdem. Używanie dyfuzorów szczególnie w samochodach użytkowych jest niebezpieczne ze względu na konieczność ciągłego utrzymywania kontaktu z podłożem, aby utrzymać „geometrię kanału” utworzoną przez podwozie i podłoże, a co za tym idzie, różnicę ciśnień. Podskok na wyboju może spowodować gwałtowny wzrost ciśnienia pod samochodem i utratę przyczepności, co można było zaobserwować w wypadku Roberta Kubicy w GP Montrealu 2007 roku.
Dyfuzor, aby mógł działać, musi mieć stosunkowo dużą długość. Spotykane są w komercyjnych samochodach sportowych imitacje o niewielkiej długości rzędu kilkudziesięciu centymetrów, które nie są w stanie spełniać swojej funkcji.
Spotykany jest też tzw. podwójny dyfuzor. Jest to dyfuzor o większej prędkości zmiany przekroju z długością w tylnej części niż standardowe dyfuzory. Płyn przy dużych zmianach przekroju ma tendencję do „przyklejania” się do ścianek przekroju. Aby temu zapobiec, dyfuzor dzieli się w płaszczyźnie prostopadłej do drogi na dwie części, aby niejako zmniejszyć prędkość zmiany przekroju.